# ज
Cette page contient des caractères spéciaux ou non latins. S’ils s’affichent mal (▯, ?, etc.), consultez la page d’aide Unicode.
ज, appelé dja et transcrit j, est une consonne de l’alphasyllabaire devanagari.

## Représentations informatiques
Ses Unicode sont :
| formes | représentations | chaînes de caractères | points de code | descriptions                                     |
| ------ | --------------- | --------------------- | -------------- | ------------------------------------------------ |
| pleine | ज               | ज                     | U+091C         | lettre devanagari dja                            |
| morte  | ज्               | ज◌्                    | U+091C U+094D  | lettre devanagari dja, symbole devanagari virama |